# As-Sajda
As-Sajda (La Prosternazione) è la trentaduesima Sura del Corano, una sura meccana composta da 30 versetti. Questa sura prende il nome dal versetto 15, che parla della prosternazione, un atto di sottomissione e adorazione verso Allah. La sura affronta temi fondamentali come la rivelazione, la creazione dell'uomo, la risurrezione e il giudizio finale.

## Contenuto

### Introduzione e Verità della Rivelazione
Versetti 1-3: La sura inizia con le lettere arabe "Alif, Lam, Meem" seguite da una dichiarazione sulla verità della rivelazione del Corano. Si sottolinea che il Corano non è un'invenzione di Muhammad, ma una rivelazione da parte del Signore dei Mondi.

### Creazione e Destino dell'Uomo
Versetti 4-9: Viene descritto il processo di creazione del cielo, della terra e di tutto ciò che si trova tra di essi in sei giorni. Allah è il Sovrano del trono e l'unico degno di adorazione. Si parla anche della creazione dell'uomo da argilla, della sua formazione e del soffio dello spirito divino in lui, evidenziando la dignità e lo scopo elevato dell'esistenza umana.

### Prova della Fede
Versetti 10-14: Si discute l'incredulità e l'ostinazione degli esseri umani che negano la risurrezione. Viene messo in evidenza che la vita terrena è una prova e che il rifiuto della verità porterà alla punizione nel Giorno del Giudizio.

### Ricompensa dei Giusti e Punizione degli Iniqui
Versetti 15-22: Vengono descritti i comportamenti dei veri credenti, che si prosternano in adorazione, lodano Allah e riflettono sui segni della creazione. I giusti riceveranno una ricompensa eterna nel Paradiso, mentre gli ingiusti subiranno un castigo severo nell'aldilà.

### Mosè e la Sua Missione
Versetti 23-25: Viene citato l'esempio di Mosè, che fu inviato con la Torah come guida per il popolo d'Israele. Questa sezione sottolinea la continuità della guida divina attraverso i profeti.

### Risurrezione e Giudizio Finale
Versetti 26-30: La sura conclude con un richiamo alla risurrezione e al giudizio finale. Si esorta a riflettere sui segni evidenti della natura e della storia come prova dell'esistenza di Allah e della verità della risurrezione. Viene ribadito che ogni anima sarà giudicata in base alle sue azioni.

## Analisi
La Sura As-Sajda è significativa per il suo richiamo alla prosternazione come simbolo di sottomissione e adorazione a Allah. Attraverso la narrazione della creazione, la prova della fede e le conseguenze dell'aldilà, la sura invita i credenti a riflettere sulla loro esistenza, a riconoscere la verità del messaggio divino e a vivere una vita di fede e giustizia.
La menzione di Mosè e della sua missione serve a sottolineare la continuità della guida divina attraverso i profeti, collegando il messaggio del Corano alle rivelazioni precedenti. La sura è un invito potente a riconoscere i segni di Allah nella creazione e a prepararsi per il giudizio finale, con la promessa di ricompense eterne per coloro che seguono la retta via.